# Guardianes de la Galaxia (serie animada)
Las aventuras de los guardianes de la galaxia, también conocida como Las aventuras de la patrulla galáctica (título original en inglés: The Adventures of the Galaxy Rangers) emitida por primera vez entre 1986 y 1989, era una serie animada de ciencia ficción creada por Robert Mandell, el productor ejecutivo Abe Mandell y la Gaylord Entertainment Company. Combinaba historias de ciencia ficción con un aire típico del Viejo Oeste estadounidense, elementos de una space opera junto con los elementos fantásticos tradicionales de espadas y magia. Fue una de las series animadas creadas básicamente en los Estados Unidos, cuya animación fue llevada a cabo en Japón por el estudio TMS Entertainment. En la época en que fue emitida, se convirtió en un programa infantil revolucionario, un ejemplo era el añadido de CGI en algunas escenas, como al representar la inteligencia artificial de los ordenadores de las naves.

## Presentación (doblaje Castellano y mexicano)
‘’En el año 2086, dos pacíficos extraterrestres viajaron a la tierra buscando nuestra ayuda. En agradecimiento, nos dieron los planos del primer hiper impulsor, lo que permitió a la humanidad abrir los caminos a las estrellas.
Así se reunió después un equipo selecto que protegería a la Alianza planetaria; exploradores valerosos, devotos de los más altos ideales de justicia, y dedicados a preservar ley y orden en la nueva frontera.
Estas son las aventuras de...los Guardianes de la Galaxia’’

## Historia
La serie se sitúa tras el año 2086, cuando dos extraterrestres de los planetas Andor y Kirwin viajaron a la Tierra buscando aliados en contra del despiadado y expansionista Imperio de la Corona, dirigido por la Reina de la Corona. A cambio de la ayuda proporcionaron a la Humanidad los planos del primer hiper-conductor FTL. Después de este histórico acontecimiento los viajes interestelares prosperaron y se fueron asentando colonias humanas en planetas distantes. Paralelamente a la creciente actividad humana en el espacio, también fueron en aumento las actividades criminales, y las nuevas colonias tuvieron que defenderse de numerosas amenazas, incluyendo al Imperio de la Corona. Para hacer frente a estas amenazas se creó la organización BETA (Bureau for Extra-Terrestrial Affairs, “Oficina para Asuntos Extraterrestres”). La mayoría de las colonias retratadas en la serie están especializadas en la agricultura (plantaciones de cereales transgénicos), la ganadería (cría de ganado tratado genéticamente) y la minería de rocas estelares. Muchos de los nombres de los planetas evocan los localizaciones del Oeste estadounidense (Nebraska, Mesa, Ozark, Prairie).

## BETA
A BETA se la presenta como la mayor fuerza militar y exploradora de la Tierra. La organización, que está radicada en la Montaña BETA, mantiene muchas bases en y alrededor de la Tierra, como las Instalaciones de Investigación Longshot en el Gran Cañón y la estación espacial en órbita BETA. BETA parece estar al mando de una enorme flota estelar, como se ve en el intento de invasión de la Tierra por parte de el Imperio de la Corona.

## Implante Serie 5
El implante cerebral de serie 5 es quizá el mayor intento de los humanos por reproducir a través de la cibernética las capacidades que puedan llegar a extraerse del genoma humano. El implante S5 potencia enormemente las habilidades innatas gracias a su extraordinaria conversión de la energía bioeléctrica generada por la radiación alfa y almacenada en las insignias de los Guardianes de la Galaxia.

## El Imperio de la Corona
El Imperio de la Corona, también conocido como la Corona, es gobernado por la Reina de la Corona, que controla una enorme cantidad de planetas en un vasto sector de la galaxia. Sin embargo, este poderoso y vasto imperio se está desmoronando. En “Fénix”, se da a entender que Andor y Kirwin fueron esclavizados una vez por el Imperio, y que la ayuda a la que se refieren los créditos iniciales fue una alianza militar con la Tierra para mantener su independencia.
La Reina se sirve de los señores esclavos, criaturas alimentadas por la energía psíquica de otros seres presos en psicocristales, con los que tiene un enlace psíquico, para controlar su imperio. Con el fin de aprovechar la energía necesaria para los psicocristales, la Corona casi exterminó a la raza Gherkhin. Cuando el Imperio encontró a los humanos, la Reina descubrió que la energía de estos era más susceptible de ser extraída que la de cualquier otra especie conocida. A través de la serie, la Reina se mueve por el deseo de apresar a más humanos para su psicocripta, y la persecución de humanos se intensifica. A pesar de ello, solo consigue retener en su cripta a dos humanos durante el curso de la serie: Eliza y Zachary Foxx. Zachary es liberado de la cripta (como se cuenta en el episodio "Psicocripta"), pero le es imposible recuperar la otra mitad del psicocristal de Eliza, que está en manos de la Reina (el cuerpo de Eliza se encuentra en la base de Longshot).
Pese a que la Corona dispone de una gigantesca flota especial, sus naves son un orden de magnitud más lentas que las diseñadas por los Andorianos, usadas por la Tierra y sus aliados. En “Armada” se cuenta que la Reina depende de esas naves para mantener el orden en su dominio e impedir levantamientos de sus súbditos, de forma que no puede retirar un número significativo de ellas durante el tiempo necesario para viajar a la Tierra.
Una vez Lazarus Slade hubo equipado sus naves con hiper-conductores comparables en velocidad a los de los Andorianos, la Reina lanzó un ataque relámpago contra la Tierra, que hubiera tenido éxito si los conductores no hubieran sido propulsados por las malas e inestables rocas estelares compradas al pirata espacial Capitán Kidd. Nunca se indagó en las consecuencias de las sucesivas derrotas que sufrió la Reina en la batalla de la Tierra, hecho que ha llevado a muchos fanes a creer que "Armada" sea el último episodio de la serie en términos de cronología interna (como muchas series animadas de su tiempo, esta no tiene un capítulo final propiamente dicho).
Los militares de la Corona parecen ser una especie de androide (Episodio 49 - “El Señor de las Arenas”), pero esto no se sabe con certeza. Se sabe que reaccionan con temor (Episodio 01 - “El Fénix”), ambición (Episodio 11 - “La Tele-Mente”), y otras emociones que indicarían que son seres sensibles, posiblemente una raza inadaptada a los psicocristales, pero aun así leales a la Reina.

## Personajes

### Protagonistas
Todos los Guardianes deben pulsar la insignia de sus uniformes para activar su implante serie 5. Los Guardianes son:
- Zackary Foxx:

Zackary Foxx es el capitán de los Guardianes de serie 5. Fue herido gravemente en una batalla contra un pirata espacial llamado Capitán Kidd, y todo el lado izquierdo de su cuerpo fue sustituido por partes biónicas, que le permiten disparar ráfagas de energía con el brazo izquierdo y le dan una fuerza extraordinaria. El implante del Capitán Zachary Foxx hace las veces de un conductor de energía: al pulsar su insignia se activa una secuencia de mecanismos que sobrecargan los implantes biónicos de su lado izquierdo, que o bien tensan sus músculos y tendones mioméricos, o bien canalizan la energía bioeléctrica a través de los amplificadores biónicos para generar un rayo de energía equivalente a 16 disparos de carabina láser, lo que le permite destruir muros, soldar circuitos o atravesar el casco de una nave. Está casado y es padre de dos hijos. La mente de su esposa fue secuestrada por la Reina de la Corona y está retenida en un psicocristal.Este personaje está profundamente inspirado en Charlton Heston.
- Shane Gooseman:

Shane Gooseman (También conocido como ganso de oro) nació en una probeta como parte de un proyecto gubernamental para crear un grupo de mutantes conocidos como “Superguardianes”. Un consejero civil roció a los Superguardianes con un gas cuyo fin era acelerar el proceso de mutación y hacerlos más fuertes, pero tuvo el efecto adverso de hacer a los Superguardianes más agresivos y mentalmente inestables. Goose estaba fuera del alcance del gas y pudo evitarlo. Los otros guardianes fueron criogenizados, pero algunos escaparon. A Goose le dieron la opción de evitar la cámara criogénica con la condición de unirse a los Guardianes de la Galaxia y de cazar a los Superguardianes huidos. Su implante biónico serie 5 le permite un control limitado de las moléculas de su cuerpo, permitiéndole curarse, absorber energía y adaptarse a varias condiciones ambientales por medio de mutaciones pasajeras. No es un meta-morfo (es decir, no puede elegir la forma), sino que su poder hace transformar y adaptar su cuerpo al ambiente en el que se encuentra. El implante de Gooseman sobrecarga sus bio-defensas genéticas, permitiéndole reaccionar instantáneamente en lugar de en minutos u horas, como ocurriría normalmente. Esto lo sitúa en un nivel cercano al de los "Superguardianes Malvados"(Rogue Supertroopers) y lo convierte en el único capaz de mantener con ellos un combate cuerpo a cuerpo. Este personaje esta profundamente inspirado en Clint Eastwood.
- Niko:

Niko es una arqueóloga que creció lejos de la Tierra y que posee habilidades psíquicas innatas. Lleva una gran arma y tiene conocimientos de artes marciales. Su implante serie 5 activa sus poderes psíquicos, con los que puede crear escudos, levantar objetos, y le proporcionan la clarividencia. El implante actúa como un amplificador psiónico, potenciando sus poderes psíquicos al añadir energía de la radiación transformada en un impulso psiónico que puede elevar el alcance de su percepción hasta años luz de distancia. También puede generar un escudo de energía que agota rápidamente su implante, pero esa energía puede ser restituida al tocar a otros guardianes. Este escudo protege frente a cualquier tipo de ataque, pero no se puede mantener mucho tiempo. A lo largo de la serie se percibe una tensión romántica entre Goose y ella.
- Walter Hartford:

Walter "Doc" Hartford es un personaje fanfarrón que pelea con su espada, su pistola y sus puños. Es un genio de la informática. Su implante serie 5 le permite controlar cualquier sistema informático por medio del uso de "programas", que se muestran como formas geométricas holográficas, animadas por ordenador, que vuelan, y con las que se puede comunicar. El implante del Guardián Hartford producen los efectos más extraños y difíciles de explicar. El Comandante Walsh lo expresa claramente: "Doc Hartford, tu implante te convierte en un genio de la informática, capaz de invocar programas fantásticos."
Parece ser que Doc es capaz de convertir sus pensamientos en realidad con el mero uso se implante y de su CDU (Unidad de Diagnóstico Informático), un pequeño ordenador que tiene funciones de diagnóstico y de mantenimiento avanzadas, junto con sensores y capacidad de telecomunicación. La CDU actúa como foco del poder del implante de Doc, y también dispone de un espacio de almacenamiento para sus "programas" (Pathfinder, Tripwire, Firefly y Pixel / Buscapistas, Tripwire, Luciérnaga y Pixel en Latino), unos programas informáticos que son parte de su personalidad y que ofrecen unas facultades que van mucho más allá de cualquier programa, virus o gusano informático.

### Otros
- Waldo Zeptic:

Waldo es el embajador de Andor y posiblemente el creador del hiper-conductor andoriano. Muy alto y distinguido, Waldo resulta especialmente gracioso cuando hace pareja con Zozo de Kirwin. Los embajadores están en permanente contacto con los Guardianes y el Comandante Walsh, y son amigos de la familia Foxx. Los Andorianos son el equivalente a los Vulcanos - tranquilos, lógicos y muy centrados en procesos mentales. Waldo no es una excepción: es un brillante matemático e ingeniero. Sin embargo, si son apresados o enjaulados, los Andorianos pierden el control de sus emociones y sufren una furia hormonal.
- Zozo:

Zozo es el embajador del planeta granjero de Kirwin. Los Kiwi son todo lo contrario a los Andorianos: mientras que los Andorianos son una sociedad muy técnica y fríamente lógica, los Kiwi son campechanos y muy emocionales. Zozo es alegre y cariñoso, y se lo toma todo con mucho sentido del humor.
- Comandante Walsh:

El Comandante Joseph Walsh es el oficial que manda sobre los Guardianes, y también la cabeza del grupo BETA (Bureau for Extra-Terrestrial Affairs / Oficina de Asuntos Extraterrestres en Latino), situado en la Montaña Beta. De cabello castaño con canas en las sienes y ojos marrones, Walsh está al final de sus cuarenta. Junto con el Dr. Nagata estuvo a cargo del fallido proyecto de los Superguardianes, del que Shane Gooseman es el único superviviente cuerdo. Los Guardianes son sus amigos y Gooseman lo más cercano al hijo que nunca tuvo. Se le ha visto hacer la vista gorda con ellos, como cuando el Consejo de Líderes de la Federación Mundial (personificado por el senador Weiner) intentó poner a Goose entre rejas por un delito que no cometió. Walsh es un personaje un poco controvertido. En "Superguardianes" se cuenta que él y Weiner se mantuvieron mutuamente en jaque por medio de una red de sobornos mutuos y "tratos". Algunos de esos "tratos" están relacionados con la quiebra de las normas en favor de sus Guardianes, pero otras podrían
volverse en su contra. Nagata, Wheiner y él son los únicos que saben que Shane es su "hijo".
- Buzzwang:

Buzzwang, o simplemente "Buzz", es un androide cuyo máximo sueño es convertirse en un Guardián, algo que consiguió finalmente. Es el recadero de Q-ball, y en sus ratos de ocio le gusta el breakdance. Hay dos versiones de Buzzwang: la pre-afinada y la post-afinada, pero la "personalidad" permanece totalmente intacta.

### Cybercorceles
Los Cybercorceles – Caballos Robot – aparecen llamativamente en los créditos iniciales, pero rara vez se ve al equipo montando en ellos. Los cybercorceles montados por los Guardianes de la Galaxia son los robots animatrónicos más avanzados diseñados hasta el momento por los científicos de BETA y el Instituto de Investigación de Long Shot.
Los Cybercorceles constan de una completa inteligencia artificial combinada con un chasis robótico con forma de caballo – dotándoles de habla, de una gran estabilidad y de velocidad en cualquier tipo de terreno.
Cada Guardián tiene un Cyberorcel asignado, y cada caballo está construido específicamente para su caballero. Los cuatro caballos son Triton (plateado, Goose), Voyager (azul, de Niko, aunque Doc la monta a menudo), Mel (marrón, de Doc, aunque Niko también lo suele montar), y Brutus (dorado, de Zackary Foxx). Todos los Cybercorceles se presuponen machos excepto Voyager, y sus caballeros cambian tras el segundo episodio.
Tritón es el Cybercorcel más llamativo; se llega a mencionar que es el más rápido y que solo Goose puede montarlo. Es el único que habla regularmente, y Goose está estrechamente unido a él, a diferencia de los amos de los otros Cybercorceles. Es además el cybercorcel tecnológicamente más avanzado (modelo 5000).
Después de Tritón, Voyager es el segundo que más destaca. Es una yegua de la que se dice tener errores en su sistema, lo cual se hace evidente en su razonamiento y en el hecho de que no sabe pronunciar bien el nombre de Doc. Se supone que Mel y ella son modelos 4000, y Niko y Doc intercambian sus caballos habitualmente dependiendo del episodio.
Brutus solo habla en un episodio, pero se menciona que es el menos avanzado tecnológicamente. Con todo, pese a ser un modelo 3000, sigue siendo el Cybercorcel más fuerte.
Las pezuñas de los corceles son una de sus muchas maravillas; en función de la velocidad y del terreno, las pezuñas se alteran en forma y tamaño. Así, en terreno arenoso, las pezuñas se achatan, adquiriendo una mayor superficie para una mejor estabilidad. En terreno suave, duro, rocoso o caminos, las pezuñas se hacen pequeñas y muy flexibles, absorbiendo los impactos y haciendo de pivotes para una mayor velocidad y maniobrabilidad.
El chasis, o cuerpo primario de los caballos puede ser principalmente de dos tipos:
- Chasis de Carreras, diseñado con tendones mioméricos para alcanzar velocidades por encima de las 120 mph (200 km/h) durante un tiempo de hasta 3 horas antes de que los disipadores de calor internos empiecen a sobrecargarse.
- Chasis de Combate, diseñado con blindaje y dotado con la fuerza necesaria en sus músculos mioméricos para que el corcel pueda soportar el combate y los terrenos hostiles.

Dentro de estas dos categorías principales hay cinco subcategorías, cada una con su configuración, con lo que resultan 10 tipos de armadura. Tritón, por ejemplo, es Chasis de Carreras tipo 5, mientras que Mel es solo de tipo 2, lo que significa que Mel es virtualmente incapaz de ganarle a Tritón en una carrera en terreno llano.
Los PC Chips, o chips de Control de la Personalidad, son las verdaderas mentes de estas maravillas robóticas. Cada chip, del tamaño de una caja de cerillas, es una compleja red neuronal capaz de procesar tanta información como un cerebro humano en una superficie mucho más pequeña. Los chips usan circuitos superconductores a temperatura ambiente para reproducir la increíble capacidad de procesamiento en paralelo que se dan en el cerebro humano. Los PC Chips son escrupulosamente protegidos frente a choques y traqueteos, pero pueden fallar, resultando en una enorme reducción del discernimiento de los cybercorceles. Un buen ejemplo de esto es el cybercorcel Voyager.
Los sensores de los cybercorceles son sensores robóticos estándar adaptables, capaces de rastrear 48 blancos independiente en un rango de hasta 2 millas (3.2 km). Los sensores detectan radar, infrarrojos, sonar e infrasonidos, ultravioleta y la luz, y también funciona como un foco de 10,000 candelas.

### Antagonistas
- La Reina de la Corona:

La Reina de la Corona es la cabeza de un vasto y decadente imperio. Se ven instantes cuando conquista y comete atrocidades en “Tortuna” donde destruyó virtualmente a toda la población de Tortuna, dejando un puñado en ciudades domo. En “La Guarida de la Reina”, esclaviza al planeta Wollcam y construye un arma gigante que deja un hoyo en la Luna de la Tierra, se intentó salvar 5000 vidas humanas.
La Reina es una acomplejada hechicera que frecuentemente usa la tecnología para consolidar su poder y maldad. Su psicocripta y enlace mental con los Maestros esclavos es solo un ejemplo. En “Red Mental” toma el control de un impulsor telépata experimental, el cual es usado en el episodio 54 “Batalla de los Bandidos” para controlar la mente de cientos de personas en un concierto de rock. Quizás su mejor logro fue una máquina que usó contra Eliza para los cristales de poder. No solo intentó matar a Eliza, sometió a Zachary a una forma de violación mental. Este cerca de la locura condujo un ataque suicida para entrar al palacio. Fue rápidamente capturado y convertido en un maestro esclavo, sus compañeros lograron rescatarlo, y la máquina fue destruida, pero Eliza nunca fue rescatada en la serie.
- Lazarus Slade:

Lazarus Slade es un científico que trabaja para la Reina de la Corona ayudándola a urdir planes para derrotar a los Guardianes de la Galaxia.
- Capitán Kidd:

El Capitán Kidd es un Plitsky (una especie de ave) pirata. En “Fénix” se le vio como un amenazante y torpe pirata que captura la nave que transportaba a la familia Foxx a Kirwin. Enojado por la negativa de la Reina a pagar un precio por la nave y por su decisión de quitarle el control de la situación, se volvió en contra de ella. Por supuesto, esto convirtió a Kidd en un hombre buscado. Hizo un trato con los Guardianes a cambio de una “alianza comercial” y su libertad (“Nuevo Fénix”). En otras aparición ayuda a BETA a hacer su primer contacto con el xenófobo Traash, o sale en posesión de un pájaro de memoria (pájaros androides parlantes usados para almacenar datos sensibles) que tenía dañada la mitad de sus circuitos. También vendió rocas estelares de contrabando a la Corona, abasteciendo una armada que amenazaba con destruir la Tierra hasta que Kidd hiciera saber a los Guardianes lo fácil que era destruir las rocas falsas. Por ello, Kidd se convirtió en responsable indirecto de la destrucción de gran parte de la flota de la Corona.
El creador de la serie, Robert Mandell, admitió en Starlog que en un principio tenía la intención de hacer a Kidd mucho más perverso, pero que se convirtió en nuestra Harry Mudd.
- Ryker Killbane:

Ryker Killbane es un soldado biodefensivo de combate cercano. En algunos aspectos es el prototipo de la misma clase de soldado que Shane Gooseman. Durante los primeros años en Wolf Den, Shane fue considerado como el “bebé” del grupo por ser mucho más joven que la mayoría de los otros Superguardianes. Killbane se tomó el perverso placer de acosarlo, llegando a llamarle “animalito” a cada ocasión. Killlbane tiene unos poderes biodefensivos parecidos a los de Gooseman, pero también tiene el poder de expulsar gas envenenado por las glándulas de su boca, de la misma forma que los lagartos o las serpientes expulsan veneno. Ryker Killbane se volvió loco por la mejora genética y proyectó toda su ira y su rabia sobre Shane, a quien percibe como enemigo. Esto es debido en parte a la rivalidad que había entre ellos durante su época en Wolf Den y en parte por el hecho de que Gooseman fuera siempre consentido por Walsh, y a que se le diera un trato preferente. Killbane solo piensa en sí mismo antes que en nadie más, es muy egocéntrico, un remanente de los días en Wolf Den. En los encuentros desde la época de Wolf Den, Killbane ha intentado atacar o incapacitar a Gooseman, el único aparte del resto de Superguardianes que es realmente capaz de herirlo seriamente.
- Darkstar:

Darkstar es una Superguardiana, parte del mismo proyecto que creó a Shane Gooseman y engendró a Ryker Killbane. Su mayor poder es el de generar un campo de oscuridad por medio de una serie de glóbulos oscuros que se salen despedidos de ella y rodean al objetivo, llegando a cegarlo por un tiempo. Sus poderes, mejorados por el incidente de Wolf Den, ahora le permiten producir una ceguera permanente en sus objetivos si así lo quiere. También se cura más rápido que una humana normal, y tiene unos reflejos mejorados que le permiten ser una soldado de combate cercano más eficaz.
Darkstar viste normalmente un conjunto negro con flores bordadas, haciéndola parecerse a una nube oscura en movimiento.
Unos meses antes del incidente de Wolf Den, Darkstar se enamoró del Proyector de Energía Stingray, como se detalla más abajo. Durante la huida en masa, los dos escaparon juntos y acabaron en el planeta Frontier. Goose, en cumplimiento de su deber como Guardián de la Galaxia, fue enviado a Frontier para capturarlos a los dos y traerlos de vuelta a la Tierra para su criogenización. El incidente es narrado en el episodio “Galaxy Stranger”.
Tras estos acontecimientos, el Comandante Walsh negoció con Darkstar y Stingray, que les dieron su palabra de honor de que no causarían más problemas a cambio de su silencio. Luego manipuló un poco los registros para hacer creer a los curiosos que ambos se encontraban en la cámara de criostasis y lo dejó correr. En el episodio 02 "La Nueva Frontera" se le asignó al Sheriff Bob Ladd la misión de mantenerse en contacto con los dos exsoldados para asegurarse de que estaban bien y de que no volvían a hacer de las suyas.
Darkstar tuvo una pequeña relación con Shane Gooseman durante su periodo en Wolf Den, pero que nunca llegó a nada porque el joven Gooseman nunca pudo contarle sus sentimientos, algo que ella necesitaba oír.
- Stingray (Picador en Latino):

Stingray es un Proyector de Energía. Su principal poder es el de canalizar la energía bioeléctrica a través de sus nervios ópticos, que han sido alterados para canalizar la energía en un potente rayo láser. Se contó con que esta habilidad le protegería, de forma que no fue mejorado de ninguna otra manera. Únicamente es un poco más fuerte que un humano normal, pero no tiene el mismo factor de curación que los otros Superguardianes. Stingray está un poco resentido con los hechos de Wolf Den, pero es capaz de ver la necesidad de que los Superguardianes vivan ocultos. Sabe que su tiempo pasó. Ahora solo desea echar raíces y llevar una vida pacífica con su compañera, Darkstar.
Su personaje se plasmó con un acento y una actitud australianas, con el deseo de mantener el entonces carácter internacional del proyecto Superguardián. Esto a veces da como resultado una visión del mundo un tanto brutal y maniquea, aunque Stingray sabe contener sus impulsos cuando la necesidad lo requiere.
- Brainchild (Cerebruno en Latino):

En una mejora genética de los superguardianes, pero desafortunadamente, con la mejora de su inteligencia su arrogancia también fue en aumento, poniéndoselo muy difícil a los superguardianes a la hora de seguir sus órdenes. Además, con su inteligencia también creció su paranoia, lo que le hace ser muy compulsivo en su higiene personal, pero posiblemente en desafió a su crianza, fuma tabaco, el cual puede causarle cáncer y peligrar su vida en el futuro.
Brainchild no es un patrullero combatiente, y no tiene habilidades en combates mano a mano, ni armas apropiadas para entrenar. Su alto IQ y mejorar curva de aprendizaje significa que puedes aprender a usar un arma, pero no tiene el físico requerido para cargarla durante la operación.
- Chimera (Quimera en Latino):

Una superpatrullera. Tiene técnicas de combates, niveles avanzados para el combata mano a mano, tiene la habilidad de alterar su propia apariencia, o crear una ilusión dentro de las mentes de quienes la rodean, incluyendo a las supertropas, que ella ha desvanecido o cambia de forma.
- Jackhammer (Martinete en Latino):

Es uno de los primeros lotes de guerreros patrulleros. Un agente de línea frontal cuyos reflejos rápidos le dieron su nombre. Jackhammer fue una vez cronometrado en 200 explosiones por minuto en una prueba. Con su fuerza puede cargar un oso, este nivel de impacto puede generar vibraciones en estructuras lo suficiente para colapsar construcciones y dañar cimientos de puentes, etc. Es también uno de los más activos agentes curativos de cualquier superpatrullero, el cual es casi tan efectiva como la Bio-Defensa, pero simplemente le permite a Jackhammer levantarse otra vez de cualquier ataque. Se ha estimado que a menos que puedas explotarlo en pedazos, él se levantará y vendrá por ti, es un tanque con esteroides.
- Gravestone (Pedregal en Latino):

Es otro del primer lote de patrulleros diseñado para ser lo último en combate guerrero de gladiadores. Tiene mejorada la fuerza, piel espesa, y músculos gruesos, que le permiten permanecer en combate mano a mano. Gravestone puede realzarse más si se inyecta Stimulii, como electricidad, el cual sobrecarga sus sistema explotando sus músculos y apagando sus funciones cognoscitivas, cuando se sobrecarga es virtualmente imparable, y es mejor evitarlo, cual, siendo que él fue mejorado en velocidad y destreza, es una bestia y en mayor parte de los casos fatal como el Dr. Nagata.
- Scarecrow (Espantapájaro en Latino):

Scarecrow es una antigua y poderosa monstruosidad extraterrestre creado en una guerra entre la entonces avanzada Tarkon y un olvidado enemigo. Aunque la guerra terminó hace miles de años, aún está motivado a destruir la vida. Una antigua máquina.
Después de su derrota fue forzado a hibernar por incontables milenios debajo de la superficie del planeta Granna. La entidad fue molestada, un despertar forzoso causado por dispositivo de análisis de agricultura Kiwi que lo volvió a la conciencia. Scarecrow absorbe la vida de otros. Sus primeras víctimas fueron un comisario, enviado a patrullar desde la colonia, seguido por otros colonizadores. Niko aunque se convirtió en otra de sus víctimas, pero Goose pudo seguirle la pista a una granja, aquí fue donde Goose le dio a la entidad el alias “Scarecrow”, nombre que proviene de una historia de fantasmas de los locales. Durante la pelea la casa se incendia, y Scarecrow fue atrapado dentro mientras Goose y Zozo se las arreglaban para huir.
Después apareció en otros lugares absorbiendo la fuerza vital de villas Tarkonianas en un intento para ganar poder para matar al Corazón “La Venganza de Scarecrow” y el aterrizaje forzoso en Mesa “Aces y Simios”, en el episodio final de la serie se infiltra en la corte ejerciendo un poderoso control mental sobre la corte mientras Doc, Princesa Maya, Rey Partos y el Shaman de la corte reactivan el Corazón y las defensas del planeta. El Corazón despacha a Scarecrow, pero nunca se supo si fue el inicio del fin para el adversario difícil de matar.
- Nimrod el Gato:

En un leonino humanoide con una multicolorida melena arcoíris, es descrito como un Thundercat por los admiradores. Apareció en la temporada uno en “El Poder Interior”. En la historia Nimrod captura y priva a los Guardianes del uso de sus insignia, pero usando sus capacidades, pasan su prueba y se prueban a sí mismo al mérito.
En otras apariciones. Intento formar una banda de rock en “La Batalla de los Bandidos” y tiene éxito, pero en el escenario imita a los maestros esclavos, enfureciendo a la Reina, quien lo ve y lo reemplaza por un verdadero maestro esclavo, y Nimrod sería forzado a capturar la audiencia para la Reina. Entre los Rangers y el pícaro aprendiz de Mogul la hechicera, la trama se convierte en caos y Nimrod logra escapar a su escondite. En “Asesino del Expreso Andoriano”, él de hecho ayuda a Doc y Niko a seguirle la pista a un asesino de la corona en una nave, como un juego y una vez más desaparece en la multitud.

## Naves
- Ranger-1:

Esta gran nave es un modelo típico de las naves que son usadas para transportar militares y VIPs (Personas de gran Importancia) en la liga planetaria. BETA posee 20 de esos poderosos cruceros, todos basados en el diseño Andoriano que llegó en 2086. Necesita dos tripulantes, y puede transportar de emergencia a más de 80 personas. Tiene un simple cañón láser gemelo montando debajo de la nariz. Esta nave incluye un Hiperimpulsor Andoriano, capaz de alcanzar velocidades que superan el año luz/hora. La velocidad de empuje es de 10g, y con gravedad interna es capaz de compensar aceleraciones de hasta más de 20g. La nave carga suficiente combustible como para 2 semanas continuas quemando a 1g., y puede recargarse en cualquier depósito de combustible o base. La capacidad de carga del crucero son 8 contenedores de carga estándar.
- Ranger-2:

Interceptor Ranger, es un diseño terrestre basado en las naves Andorianas. El interceptor esta equipo con un Hiperimpulsor Andoriano capaz de acelerar a 12g con 12g en red. Sus armas son dos torretas láser. La maniobrabilidad de la nave la hace muy difícil de ser blanco usando una computadora para guiar armas. Esta nave es la más comúnmente vista por los patrullas militares como la Liga y BETA tienen 300 de esas naves en servicio. El interceptor normalmente lleva un tripulante, pero en una emergencia puede llevar dos en l pequeña cabina. La capacidad de carga es solo un contenedor de carga estándar.
- Ranger-3:

Ranger-3 o el Corsario Ranger, en una versión grande del Interceptor Ranger, esta naves de dos personas tiene dos veces el poder de fuego del interceptor, junto con otras interesantes invenciones humanas. El casco de la nave contiene el hiperimpulsor Andoriano y puede desprenderse en caso de falla y detonarlo para evitar que caiga en manos equivocadas. La explosión de la sección del impulsor puede además destruir naves pequeñas dentro de unos kilómetros. El corsario tiene empuje de 10 a 12 g, y un rango de una semana o 10 semanas a 1g. Si una vez el impulsor es separado, el rango es menos de dos horas, limitado a solo dos contenedores.
- Ranger-4 Experimental:

Era un modelo experimental diseñado por BETA para aumentar las fuerzas espaciales y dar a los Guardianes de la Galaxia una mejor oportunidad contra los Destructores de la Corona y acorazados piratas que frecuentan las regiones de patrullaje. La nave contiene ocho tripulantes máximo. Los residuos de la nave son empaquetados sólidamente con extra generadores de campo, poderosa maquinaria, y devastadores láser. La única vez que fue en combate contra un gran acorazado, tuvo éxito fue dañado críticamente en la batalla y tuvo que ser desechado. Después según los reportes más naves serían construidas, también reduciendo las fuerzas de defensa, pero el diseño fue en declive y no construyeron más modelos.

## Voz y doblajes
| Personaje             | Actores de voz Versión original en inglés | Actores de doblaje Versión doblada en alemán | Actores de doblaje Versión doblada en castellano |
| --------------------- | ----------------------------------------- | -------------------------------------------- | ------------------------------------------------ |
| Zacharias Foxx        | Jerry Orbach                              | Horst Stark                                  | Luis Porcar                                      |
| Shane Gooseman        | Doug Preis                                | Reent Reins                                  | Fernando Acaso                                   |
| Walter "Doc" Hartfort | Hubert Kelly                              | Lutz Schnell                                 | Juan Carlos Ordóñez                              |
| Niko                  | Laura Dean                                | Sabine Falkenberg                            | Pilar Domínguez                                  |
| Capitán Kidd          | Earl Hammond                              | Peter Heinrich                               |                                                  |
| Comandante Walsh      | Earl Hammond                              | Rolf Jülich                                  | Antonio Fernández Sánchez                        |
| Waldo Zeptic          | Henry Mandell                             | Franz-Josef Steffens                         |                                                  |
| Zozo                  | Bob Bottone                               | Andreas von der Meden                        | José Carabias                                    |

## Lanzamiento en DVD
Entre 2004 y 2005 fueron lanzados 16 episodios de la serie en DVD, divididos en cuatro volúmenes. En 2008 fue lanzada la serie completa, dividida en dos volúmenes.